# Велика економічна енциклопедія
Вели́ка економі́чна енциклопе́дія (рос. Большая экономическая энциклопедия) — сучасне енциклопедичне видання видавництвт ЕКСМО-Пресс та ЕКСМО.
Складена досвідченим колективом фахівців, вона містить пояснення більш ніж семи тисяч основних і допоміжних економічних термінів і понять. Енциклопедія дає уявлення про структуру сучасних економічних знань і включає такі основні галузі як світова економіка, менеджмент, оподаткування, страхування, підприємництво, фінанси. Розрахована на шороке коло читачів.